# 北区立西が丘小学校
北区立西が丘小学校（きたくりつにしがおかしょうがっこう）は、東京都北区西が丘1丁目にある公立小学校。

## 概要
- 本校は、東京都北区立学校第九次（平成28年度）適正配置方針に基づき、2016年（平成28年）4月1日、清水小学校と第三岩淵小学校を統合し、開校した[1]。

## 沿革
- 2016年（平成28年）4月1日 - 清水小学校と第三岩淵小学校が統合し、開校。なお、統合校舎の改築が完了するまでは、旧清水小学校校舎を暫定使用[1]。
- 2023年（令和5年）4月 - 旧第三岩淵小学校校舎跡地に新規に建設された新校舎へ移転、開校した[2]。

## 教育目標
- やさしく - 進んで協力し、明朗で心温かく、豊かな子の育成
- かしこく - 基礎・基本を身に付け、深く考える子の育成
- たくましく - 何事にもくじけない気力と体力の育成思いやる子 - 相手の立場や意見を尊重し、友達を大切にする子

## 通学区域
出典
- 中十条4丁目（15番～17番）
- 十条仲原4丁目（1番～5番・7番2号～7番11号・8番8号～8番11号・11番1号～11番6号・11番14号～11番26号・14番5号～14番12号・15番・16番9号～16番10号・17番～21番）
- 赤羽西1丁目（1番～5番・7番・15番～28番）
- 赤羽西2丁目（全域）
- 赤羽西3丁目（1番～34番・35番1号・35番2号・35番8号～35番17号・36番1号～36番3号・36番10号～36番13号）
- 赤羽西4丁目（1番～23番・29番～49番）
- 赤羽西5丁目（1番・2番）
- 西が丘1丁目（2番～7番・10番～15番・21番～24番・33番～36番）

## 進学先中学校
出典
公立中学校に進学する場合
- 北区立稲付中学校 - 西が丘地区・赤羽西地区から通う児童の主な進学先。
- 北区立十条富士見中学校 - 中十条地区・十条仲原地区から通う児童の主な進学先。

## アクセス
- JR東日本東北本線（宇都宮線）・京浜東北線・埼京線赤羽駅（南改札口西口）から、徒歩約1.1km・約15分。
- 国際興業バスで、「西が丘」バス停下車後、徒歩約1分。
  - 停車系統は、国際興業バス「赤50」・「赤51」・「赤52-2」・「赤53」・「赤80」・「赤80-1」系統。

## 学校周辺
- 北区立稲付中学校
- 北区立梅木小学校
- 北区立赤羽自然観察公園
- 国立スポーツ科学センター
- 国立西が丘サッカー場